# Wanyuan

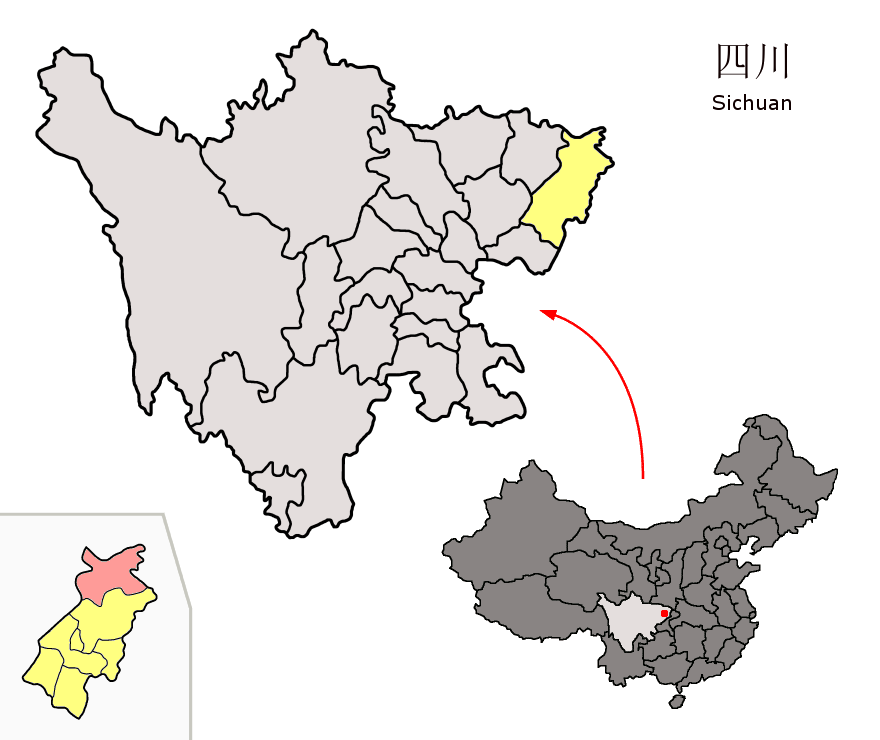
Lage des Kreises Wanyuan (rosa) auf dem Gebiet von Dazhou (gelb).

Die Stadt Wanyuan (chinesisch 万源市, Pinyin Wànyuán Shì) ist eine kreisfreie Stadt der bezirksfreien Stadt Dazhou in der chinesischen Provinz Sichuan. Sie hat eine Fläche von 4.011 Quadratkilometern und zählt 406.685 Einwohner (Stand: Zensus 2020). Hauptort ist die Großgemeinde Zhuyang 竹阳镇.

## Administrative Gliederung
Auf Gemeindeebene setzt sich die kreisfreie Stadt aus zwölf Großgemeinden und vierzig Gemeinden zusammen. 